# مدرسه ایتالیای پیترو دلاواله
مدرسه ایتالیایی پی‌یِترو دلاواله (به ایتالیایی: Scuola Italiana Pietro Della Valle) یک مدرسه ایتالیایی‌زبان در منطقه فرمانیه واقع در شمال شهر تهران است. این مدرسه در مقابل باغ و سفارت ایتالیا در خیابان فرمانیه قرار دارد. این مدرسه به افتخار پی‌یترو دلاواله، خاورشناس ایتالیایی نامگذاری شده‌است.